# Pseudicius citri
Pseudicius citri är en spindelart som först beskrevs av Sadana 1979 [1980.  Pseudicius citri ingår i släktet Pseudicius och familjen hoppspindlar. Inga underarter finns listade i Catalogue of Life.